# جولیا بودن
جولیا بودن (به انگلیسی: Being Julia) نام فیلم درامی است که در سال ۲۰۰۴ به کارگردانی ایشتوان سابو ساخته شد. این فیلم موفق شد در رشتهٔ بهترین بازیگر نقش اول زن برای بازیِ آنت بنینگ، نامزد جایزه اسکار شود.

## خلاصه
موفقیت و شهرت "جولیا لمبرت" ناگهان بسیار خسته کننده می شود.او عاشق "تام" جوانی آمریکایی شده و با او رابطه مخفیانه برقرار می کند.وقتی او متوجه می شود که عشق واقعی "تام" ستاره نوظهوری به نام "آویس کریکتون" است او نقشه ای طراحی می کند و...